# Гвинлиу Бородатый
Гвинлиу (валл. Gwynllyw Farfog; родился около 466 года - умер около 523 года) — правитель Гвинлуга (до 523 года).

## Биография
Гвинлиу — сын Гливиса ап Солора, короля Гливисинга. Гвинлиу стал правителем княжества, со столицей в Аллт Уинллиу, которое называлось по его имени — Гвинлуг. Гвинллиу был крайне воинственным правителем. Однажды он влюбился в Гуладис, дочь своего соседа Брихана из Брекнока. С тремя сотнями воинов Гвинллиу совершил смелый набег на Брихейниог и похитил девушку. Брихан в течение нескольких дней и ночей преследовал похитителя. Когда же настиг его, состоялась кровавая сеча, в которой погибло множество людей с обеих сторон.
Через некоторое время Гвинллиу совершил набег на Гвент, во время которого угнал много скота. Среди прочих была похищена корова святого Татиу из Кайрвента. Святой отправился ко двору короля и потребовал вернуть корову. Гвинллиу, очевидно, по совету жены, согласился сделать это при условии, что Татиу крестит его новорожденного сына Кадока. Много позже Гвинллиу увидел сон, в котором ему явился Господь и велел идти на холм Стоу, где он увидит белого вола. Когда сон сбылся, Гвинллиу поверил в Бога и крестился сам. Гвинллиу основал церковь Святой Девы Марии (современный собор св. Вуло в Ньюпорте), где был похоронен. После смерти Гвинллиу почитался некоторыми как святой. Его сын Кадок стал правителем Гвинлуга.